# Morando Morandini
Morando Morandini (Milà, 21 de juliol de 1924 - 17 d'octubre de 2015) va ser un crític de cinema, historiador de cinema, periodista i director artístic italià.

## Biografia
Morandini va créixer a Como, on va fundar en la seva joventut el "Circolo del Cinema di Como" (membre de la FICC, Federació Italiana de Cineclubs) el 5 de maig de 1950. Els cinc membres fundadors eren Luigi Lampredi, Morando Morandini, Giorgio Mottana, Mariano Saldarini i Antonio Spallino.
El 1947 es va convertir en periodista professional: va escriure als diaris L'Ordine (del 1945 al 1949), La Notte (del 1952 al 1961), Stasera (del 1961 al 1962) i Il Giorno (del 1965 al 1998), tractant de cinema, televisió i teatre. El 1958 va fundar la revista especialitzada Schermi i va col·laborar amb nombroses publicacions periòdiques i revistes de cinema. Va ser cridat a participar com a actor en dues pel·lícules: Prima della rivoluzione de Bernardo Bertolucci (1964) i Remake d'Ansano Giannarelli (1987),
El 1980, el seu fill Paolo va formar part del grup terrorista d'origen comunista de la Brigata XXVIII marzo, que va ser responsable a Milà de l'assassinat del periodista Walter Tobagi. Paolo Morandini va ser arrestat per la policia a Milà a principis d'octubre, després de les revelacions del fundador Marco Barbone, que van implicar a tots els membres del grup.
Entre 1984 i 1997 va dirigir al Festival de Cinema de Bellaria, que el va tornar a cridar a la direcció el 2002. Va ser autor i comissari de nombrosos volums sobre història del cinema, inclosa la Storia del cinema publicada per Garzanti el 1998 (amb Goffredo Fofi i Gianni Volpi). El 1995 va escriure el llibre autobiogràfic-metodològic Non sono che un critico, ple de reflexions i consells sobre la professió de crític de cinema. El 1998 va guanyar el premi Flaiano de crítica cinematogràfica. Des de 1998, juntament amb la seva dona Laura i la seva filla Luisa, va vincular el seu nom al Dizionario dei film publicat anualment per Zanichelli amb el nom Il Morandini, i que conté un gran nombre de pel·lícules revisades per la crítica, unes 26.000.
Des del 2003 va col·laborar activament amb el mensual Duellanti fundat per Gianni Canova. El 2004 va fundar el Festival de Cinema de Laura a Levanto en honor de la seva dona. Va col·laborar amb la seva filla Luisa a la revista Telesette i va ser responsable de la revista cultural Odissea. Morandini també va ser el protagonista del documental Morando Morandini non sono che un critico feta el 2009 per Tonino Curagi i Anna Gorio, produïda pel sector cultural de la província de Milà en col·laboració amb Lumiere & Co.

## Filmografia
- Prima della rivoluzione, de Bernardo Bertolucci (1964)
- Remake, d'Ansano Giannarelli (1987)
- A Laura, d'Amedeo Fago (2004)
- Morando Morandini non sono che un critico, de Tonino Curagi i Anna Gorio (2009)
- Je m'appelle Morando - Alfabeto Morandini, de Daniele Segre (2010)
- Morando's music, de Luigi Faccini (2012)
- Rubando bellezza, de Laura Bagnoli, Danny Biancardi i Fulvio Wetzl (2015)